# Sei giorni di Rotterdam
La Sei giorni di Rotterdam è una competizione di ciclismo su pista maschile che si svolge ogni anno a Rotterdam, nei Paesi Bassi, nell'arco di sei giorni. È considerata fra le più prestigiose del circuito internazionale delle sei giorni.

## Albo d'oro

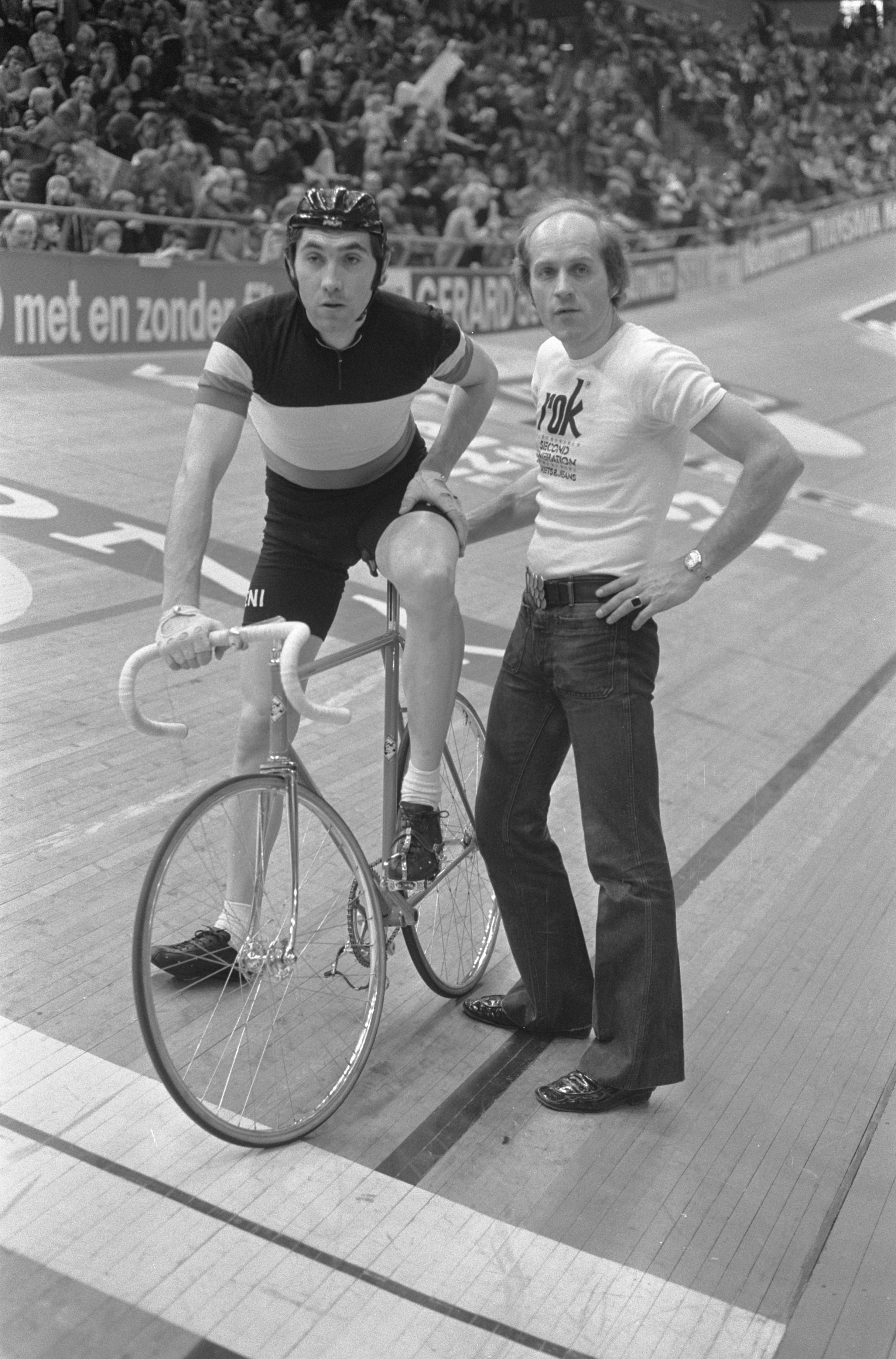
Eddy Merckx durante la Sei Giorni di Rotterdam del 1974

Aggiornato all'edizione 2019.
| Anno    | Vincitori                           | Secondi                               | Terzi                                      |
| ------- | ----------------------------------- | ------------------------------------- | ------------------------------------------ |
| 1936    | Jan Pijnenburg & Cor Wals           | Adolphe Charlier & Frans Slaats       | Kees Pellenaars & Adolf Schön              |
| 1937    | Albert Buysse & Albert Billiet      | Kees Pellenaars & Adolf Schön         | Louis van Schjindel & Frans van den Broeck |
| 1938-67 | non disputata                       | non disputata                         | non disputata                              |
| 1968    | Peter Post & Patrick Sercu          | Klaus Bugdahl & Leo Duyndam           | Gérard Koel & Sigi Renz                    |
| 1969    | Romain Deloof & Peter Post          | Klaus Bugdahl & Gérard Koel           | Freddy Eugen & Graeme Gilmore              |
| 1970    | non disputata                       | non disputata                         | non disputata                              |
| 1971    | Peter Post & Patrick Sercu          | Leo Duyndam & René Pijnen             | Sigi Renz & Théo Verschueren               |
| 1972    | Leo Duyndam & René Pijnen           | Klaus Bugdahl & Dieter Kemper         | Graeme Gilmore & Alain Van Lacker          |
| 1973    | Leo Duyndam & René Pijnen           | Eddy Merckx & Patrick Sercu           | Albert Fritz & Dieter Kemper               |
| 1974    | Leo Duyndam & René Pijnen           | Eddy Merckx & Patrick Sercu           | Jacky Mourioux & Alain Van Lacker          |
| 1975    | Leo Duyndam & Gerben Karstens       | René Pijnen & Roy Schuiten            | Patrick Sercu & Alain Van Lacker           |
| 1976    | Eddy Merckx & Patrick Sercu         | Günther Haritz & René Pijnen          | Freddy Maertens & Patrick Sercu            |
| 1977    | Danny Clark & René Pijnen           | Günther Haritz & Dietrich Thurau      | Freddy Maertens & Patrick Sercu            |
| 1978    | Danny Clark & René Pijnen           | Albert Fritz & Wilfried Peffgen       | Gerben Karstens & Roy Schuiten             |
| 1979    | Albert Fritz & Patrick Sercu        | Gerrie Knetemann & René Pijnen        | Donald Allan & Danny Clark                 |
| 1980    | René Pijnen & Jan Raas              | Donald Allan & Danny Clark            | Albert Fritz & Patrick Sercu               |
| 1981    | Donald Allan & Danny Clark          | René Pijnen & Jan Raas                | Albert Fritz & Patrick Sercu               |
| 1982    | René Pijnen & Patrick Sercu         | Albert Fritz & Dietrich Thurau        | Donald Allan & Danny Clark                 |
| 1983    | René Pijnen & Patrick Sercu         | Gert Frank & Jan Raas                 | Donald Allan & Danny Clark                 |
| 1984    | Urs Freuler & René Pijnen           | Horst Schütz & Gary Wiggins           | Albert Fritz & Dietrich Thurau             |
| 1985    | Danny Clark & René Pijnen           | Stan Tourné & Étienne De Wilde        | Roman Hermann & Gerrie Knetemann           |
| 1986    | Danny Clark & Francesco Moser       | René Pijnen & Eric Vanderaerden       | Bert Oosterbosch & Dietrich Thurau         |
| 1987    | Pierangelo Bincoletto & Danny Clark | Josef Kristen & Teun van Vliet        | Roman Hermann & Peter Stevenhaagen         |
| 1988    | Danny Clark & Tony Doyle            | Roman Hermann & Teun van Vliet        | Stan Tourné & Étienne De Wilde             |
| 1989-05 | non disputata                       | non disputata                         | non disputata                              |
| 2005    | Robert Slippens & Danny Stam        | Bruno Risi & Kurt Betschart           | Jimmi Madsen & Jakob Piil                  |
| 2006    | Robert Slippens & Danny Stam        | Matthews Gilmore & Iljo Keisse        | Robert Bartko & Andreas Beikirch           |
| 2007    | Robert Bartko & Iljo Keisse         | Danny Stam & Marco Villa              | Bruno Risi & Franco Marvulli               |
| 2008    | Danny Stam & Leif Lampater          | Bruno Risi & Franco Marvulli          | Iljo Keisse & Robert Bartko                |
| 2009    | Peter Schep & Joan Llaneras         | Bruno Risi & Danny Stam               | Leif Lampater & Franco Marvulli            |
| 2010    | Danny Stam & Iljo Keisse            | Bruno Risi & Franco Marvulli          | Michael Mørkøv & Alex Rasmussen            |
| 2011    | Danny Stam & Léon van Bon           | Robert Bartko & Pim Ligthart          | Michael Mørkøv & Jens-Erik Madsen          |
| 2012    | Peter Schep & Wim Stroetinga        | Jens Mouris & Franco Marvulli         | Yoeri Havik & Danny Stam                   |
| 2013    | Iljo Keisse & Niki Terpstra         | Peter Schep & Wim Stroetinga          | Yoeri Havik & Nick Stöpler                 |
| 2014    | Niki Terpstra & Iljo Keisse         | Kenny De Ketele & Jasper De Buyst     | Michael Mørkøv & Alex Rasmussen            |
| 2015    | Niki Terpstra & Iljo Keisse         | Michael Mørkøv & Alex Rasmussen       | David Muntaner & Albert Torres             |
| 2016    | Sebastián Mora & Albert Torres      | Christian Grasmann & Morgan Kneisky   | Yoeri Havik & Niki Terpstra                |
| 2017    | Christian Grasmann & Roger Kluge    | Lasse Norman Hansen & Jesper Mørkøv   | Dylan van Baarle & Wim Stroetinga          |
| 2018    | Kenny De Ketele & Moreno De Pauw    | Yoeri Havik & Wim Stroetinga          | Morgan Kneisky & Benjamin Thomas           |
| 2019    | Niki Terpstra & Thomas Boudat       | Lasse Norman Hansen & Marc Hester     | Yoeri Havik & Wim Stroetinga               |
| 2020    | Yoeri Havik & Wim Stroetinga        | Jan-Willem van Schip & Moreno De Pauw | Kenny De Ketele & Robbe Ghys               |
| 2021    | non disputata                       | non disputata                         | non disputata                              |
| 2022    | Yoeri Havik & Niki Terpstra         | Lindsay De Vylder & Jules Hesters     | Elia Viviani & Vincent Hoppezak            |
| 2023    | Yoeri Havik & Jan-Willem van Schip  | Lindsay De Vylder & Jules Hesters     | Vincent Hoppezak & Philip Heijnen          |
| 2024    | Michael Mørkøv & Tobias Hansen      | Jan-Willem Van Schip & Yoeri Havik    | Vincent Hoppezak & Philip Heijnen          |